# Martin Dressler: The Tale of an American Dreamer
Martin Dressler: The Tale of an American Dreamer är en roman av den amerikanske författaren Steven Millhauser, utgiven 1996 av Crown Publishers. Boken vann Pulitzerpriset för skönlitteratur 1997 och var finalist till National Book Award 1996. Romanen handlar om den unge Martin Dressler som växer upp i New York i slutet av 1800-talet. Han börjar arbeta i sin fars cigarrbutik och avancerar hela vägen upp till att äga och driva ett eget hotell. Ett centralt tema i boken är tanken om den amerikanska drömmen och USA som möjligheternas land där alla kan nå framgång genom hårt arbete.